# I-61
I-61 — підводний човен Імперського флоту Японії, який загинув від навігаційної аварії незадовго до вступу країни у Другу світову війну.
І-61 став першим човном типу KD4. Хоча його дизелі розробки MAN були дещо меншої потужності аніж у попереднього типу KD3 — 4,5 МВт проти 5,1 МВт, проте корабель отримав дещо змінену форму корпусу і міг розвивати таку саме надводну швидкість, а у підводному положенні при тій же потужності електромоторів мав швидкість на 0,5 вузла більше. Надводна дальність плавання економічним ходом у KD4 збільшилась на 1 тисячу кілометрів. Що стосується озброєння, то тип KD4 мав на два носові торпедні апарати менше.
І-61 спорудили у 1929 році на верфі ВМФ у Сасебо та невдовзі після спорудження включили до 29-ї дивізії підводних човнів, у складі якої пройшла його служба.
У грудні 1938-го човен призначили для використання у школі підводного плавання Куре, що тривало до листопада 1939-го (за іншими даними — до березня 1940-го).
Протягом служби за участі І-61 відбулись кілька навігаційних інцидентів. Так, 11 березня 1939-го човен зазнав пошкоджень внаслідок зіткнення з есмінцем «Якадзе», а 8 січня 1941-го він зіткнувся з переобладнаним канонерським човном «Кошу-Мару» (Kōshū Maru).
Втім, найбільш серйозним став інцидент 2 жовтня 1941-го. І-61 разом з переобладнаною базою підводних човнів «Ріо-де-Жанейро-Мару» здійснював перехід з Сасебо (західне узбережжя Кюсю) до пункту збору у південно-західній частині Внутрішнього Японського моря. Ввечері переобладнаний канонерський човен «Кісо-Мару» (Kiso Maru) помилково прийняв сигнальний вогонь на І-61 за піднятий на невеликому судні та ліг на курс, який привів до зіткнення. І-61 швидко затонув, при цьому загинув весь екіпаж — 71 особа.
У січні чи лютому 1942-го рештки І-61 підняли та того ж року здали на злам.